# Filopimin Finos
Filopimin Finos (död i januari 1977) var en grekisk filmproducent. Han producerade totalt 186 filmer. Han lät bygga den första studion för ljudinspelning i Grekland, och filmade den första ljudfilmen med stereofoniskt ljud.
Han gjorde sin första film 1939.
Filopimin Finos avled 1977 efter sju års sjukdom, barnlös.